# 中国风

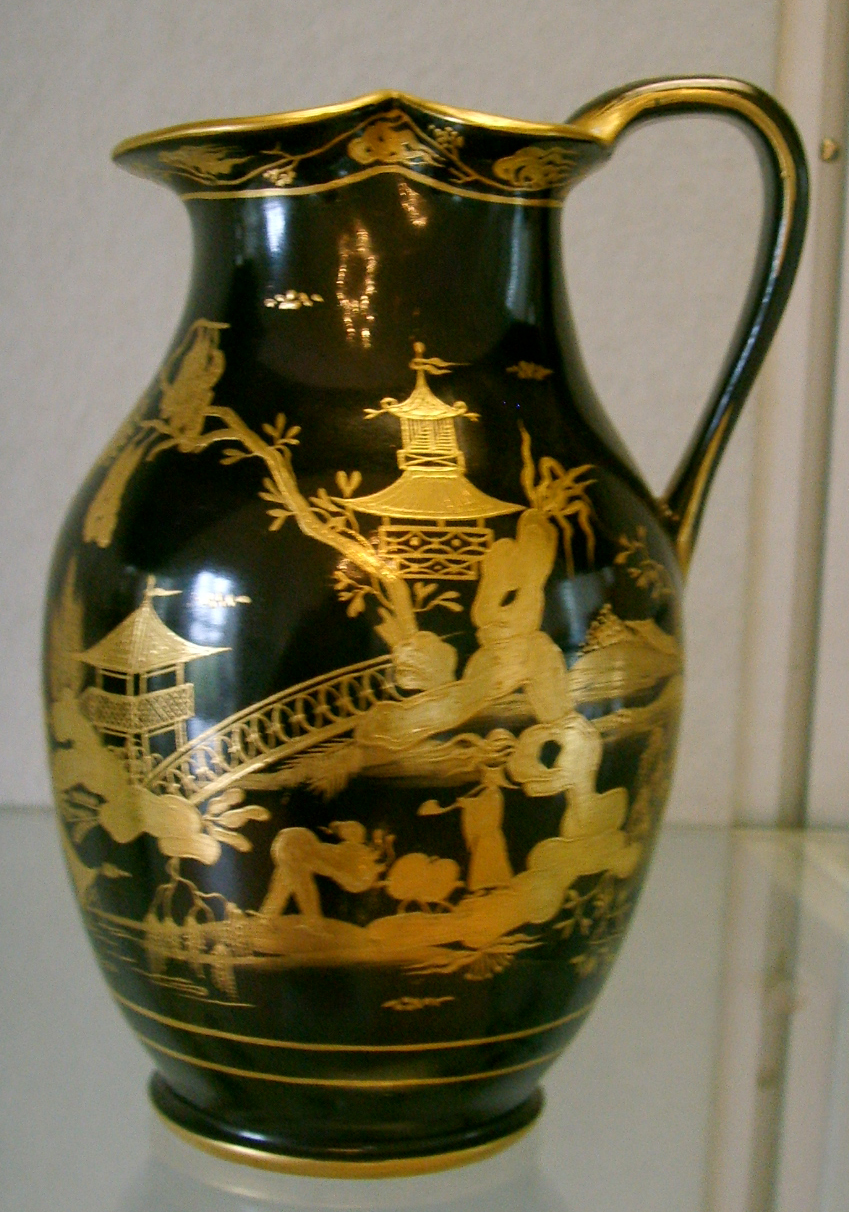
維也納瓷器水壺，1799年，裝飾模仿另一種罕見的中國產品，漆器

中國風（法語：Chinoiserie，發音：[ʃinwazʁi] ⓘ），也譯成「中國風情」，是一个藝術史上的專有名詞。此風格起源於17世紀，在18世紀成為風行全歐洲的國際時尚，表現在各種藝術類型之中，並在各地發展出不同特色。这种热潮亦被称为中国热。
中國風的「中國」主要指以中國為主體的東亞世界，除了中國，日本、韓國、東南亞也是相關的創作題材。這種藝術風格專指歐洲人以中國或東亞文化作為靈感來源，並添加想像的新創作。中國風藝術品充滿幻想，有時甚至表現出歐洲人想像中，和樂美好、理想文明的中國世界來作為歐洲國家改革的範本。中國風揉合了東方與西方的特質，混用各種創作元素，是東西文化交流的結果。這股風潮到了19世紀中後期，逐漸與所有來自異國地區的文化，轉用到其它歐洲藝術形式之中，統稱為更多元、更大範疇的異域風情（Exoticism）。
中國風風格雖在17世紀开始風行，這個詞卻在19世紀才正式出現。 Chinoiserie 的詞根是 Chine（中國），但事實上，17至18世紀的歐洲人對「中國」的定義不明確，往往使用「中國」、「東洋」、「東方」、「遠東」等不同的概念陳述以中國為主體的東亞世界，依不同脈絡而有不同認定。17、18世紀時代在路易十四財產目錄裡，已時常出現 “façon de la Chine”（中國式）或 “à la chinoise”（中國品）等字樣。到了19世紀Chinoiserie一詞才正式出現在法國文學作品裡。巴爾札克於1836年發表的小說《禁治產》（L'Interdiction），首次用 Chinoiserie 指稱具有中國風味的裝飾工藝品。自此之後，Chinoiserie 就泛指依據中國風味製作的物品。1878年 Chinoiserie 正式收錄在《法兰西学院词典》裡:「名詞，陰性，藝術品，傢俱，或其它奇異珍品，皆是來自中國，或依據中國品味而製作。」

## 近代欧洲的中国风

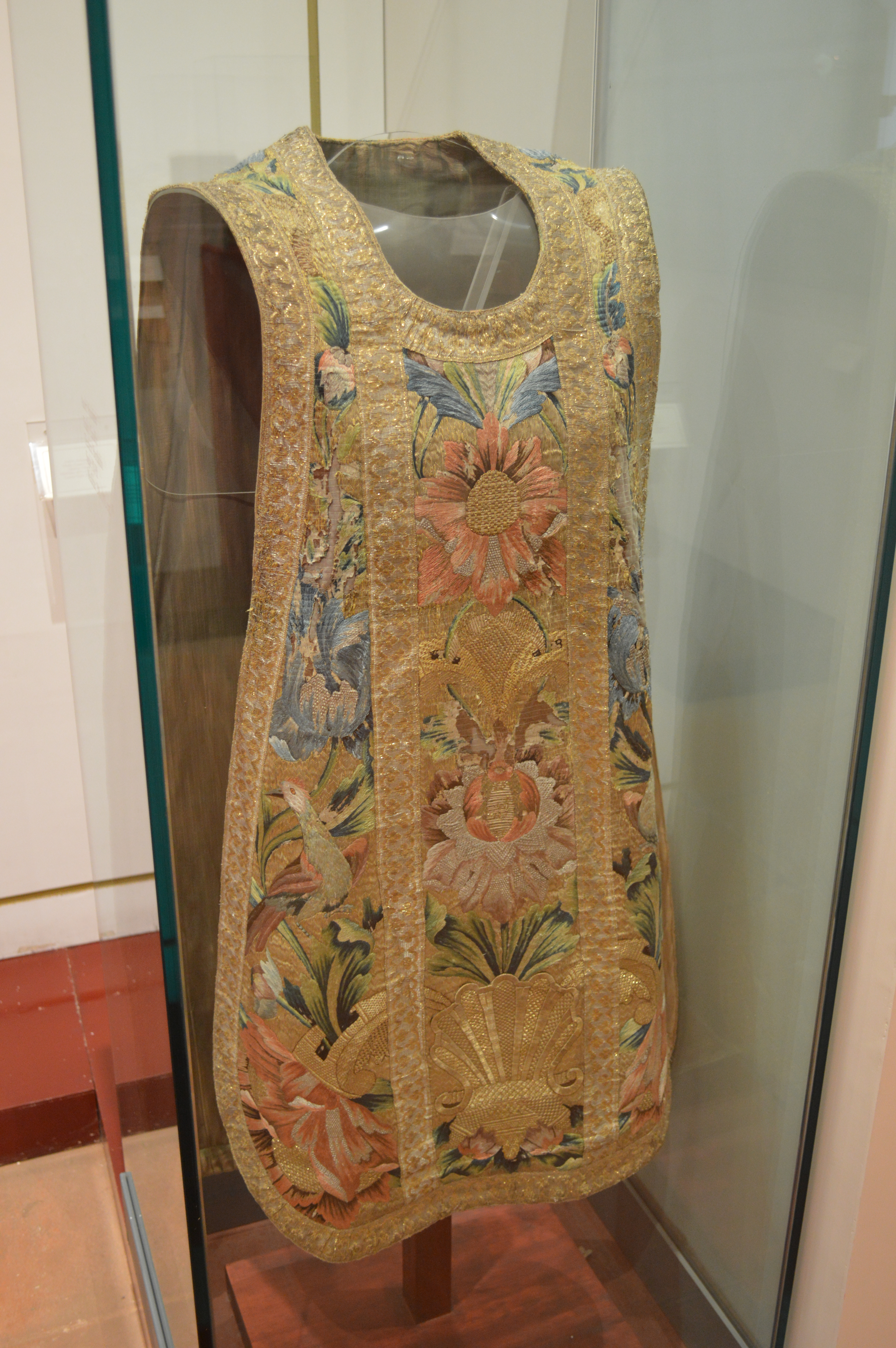
18世紀耶穌會神父絲質長背心

中國自明朝中後期隆慶開關起後，為數不少的歐洲傳教士前往中國傳教，有部份傳教士回到歐洲，並將中國的各種文化、經典等帶到歐洲，致使欧洲在17世纪初18世纪末时（此时中国正值經濟文化最發達的期間，約明朝末年到清朝康雍乾盛世时期）曾长时间流行“中国热”，在这长达100多年的时间内欧洲对中国的许多方面均十分追捧，对中国风（法語：Chinoiserie）的狂热追逐曾經是當時欧洲社会的普遍时尚。
其實早在14世紀時，當元朝忽必烈攻入歐洲時，就把中國絲綢上的圖樣傳至歐洲，且被天主教會所沿用，常出現於祭衣和背心上。事實上，在馬可波羅遊記之後，歐洲對中國的認識主要藉由歐洲本地商人與使者來傳遞。十七世紀中葉以後，更是由耶穌會傳教士的記錄與報導把中國資訊帶回歐洲。經由不斷的記錄與報導，他們更正傳統歐洲人對中國的認知，改變中國在歐洲的形象，十八時期的中華帝國以最理想的形式與形象被介紹到歐洲，是具有高度文化與高度文明的大帝國。十八世紀幾乎全歐洲都受到中國風藝術風潮的影響，包括意、西、葡、法、荷、德、英、瑞典、丹麥、匈牙利、波蘭、俄國等地區都有中國風藝術，橫跨南歐、西歐與東歐。中國風被運用的範圍非常廣泛，包含工藝器物、繪畫、版畫、雕刻、建築、園林、綠地與城市規劃等等各種範疇。包括陶瓷器皿、掛毯、壁飾、漆櫃、漆屏、屏風、樂器、床、桌、族徽、紡織、絲綢、刺繡、油畫、鑲嵌畫、壁畫等等，其它還有室內裝潢、家居裝飾，園林建築有宮殿、亭、台、樓、閣、曲橋、奇岩怪石、石雕、磚、雕、彩繪、木雕等設置，以及中國風村落，如日耳曼地區卡瑟爾（Kassel）威海姆蘇赫山地園林（Bergpark Wilhelmshöhe）內中國村（Chinesisches Dorf  Mou-lang），瑞典、俄國中國村等等，另外就是中國風自然風景園林在歐洲的盛行。
1700年，为庆祝新世纪的到来，“太阳王”路易十四在法国凡尔赛宫金碧辉煌的大厅里举行盛大的舞会时曾身着中国式服装，坐在一顶中国式八抬大轿里出场，使得全场顿时发出一片惊叹声。這種中国风尚体现在当时整个欧洲社会中，并滲透到了歐洲人生活的各個層面，如日用物品、家居裝飾、園林建筑等。受中國風影響的洛可可風格與中國式園林亦在歐洲各國王室流行。欧洲的中国风尚在18世纪中叶时达到顶峰，直到19世纪以来才消退。
18世紀的西方，對於東方的認知多半是從他人敘述或遊記等了解，進而想像出來的東方色彩，因此許多器物及繪畫會同時出現波斯、中國、印度、日本及南洋的圖像元素。如《皇帝出巡》系列壁毯，其上的描繪結合了中國人物、熱帶植物、還有些不像東方又不像西方的服裝與轎子，以及怪異的寺廟。

### 瓷器

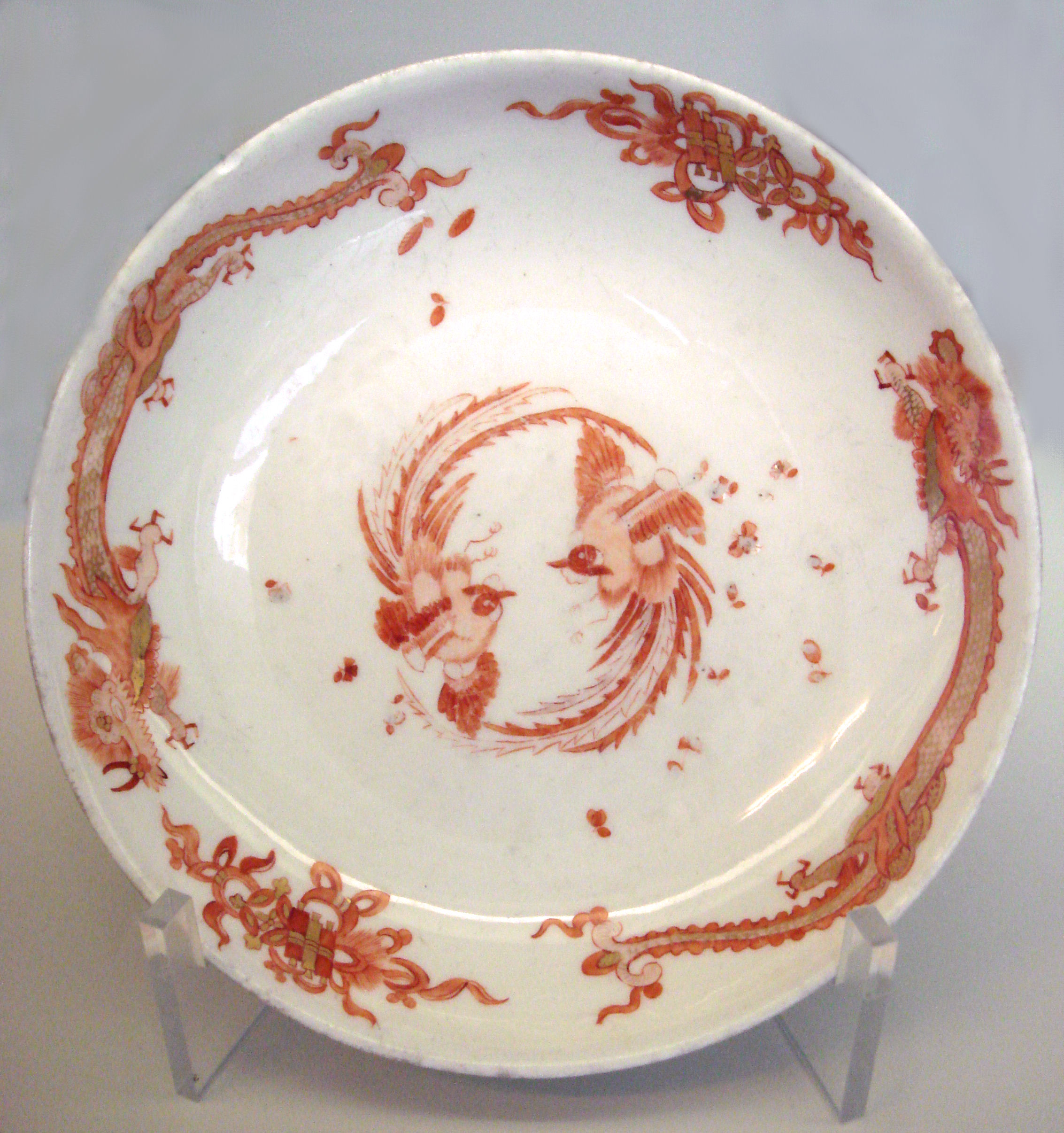
邁森紅龍系列——旋槽fluted大餐盤
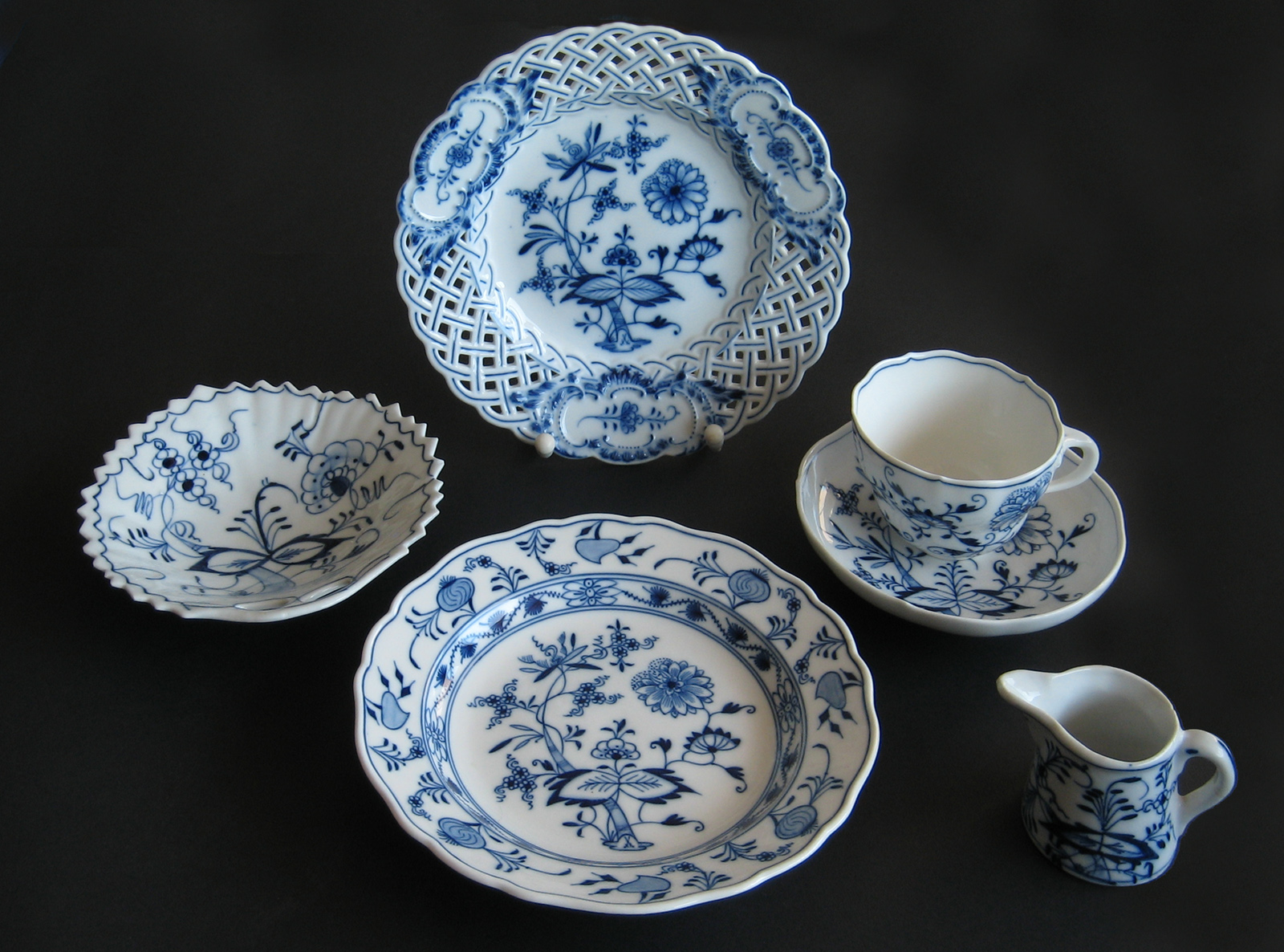
邁森青花洋蔥瓷器系列(blue and white onion series)餐盤
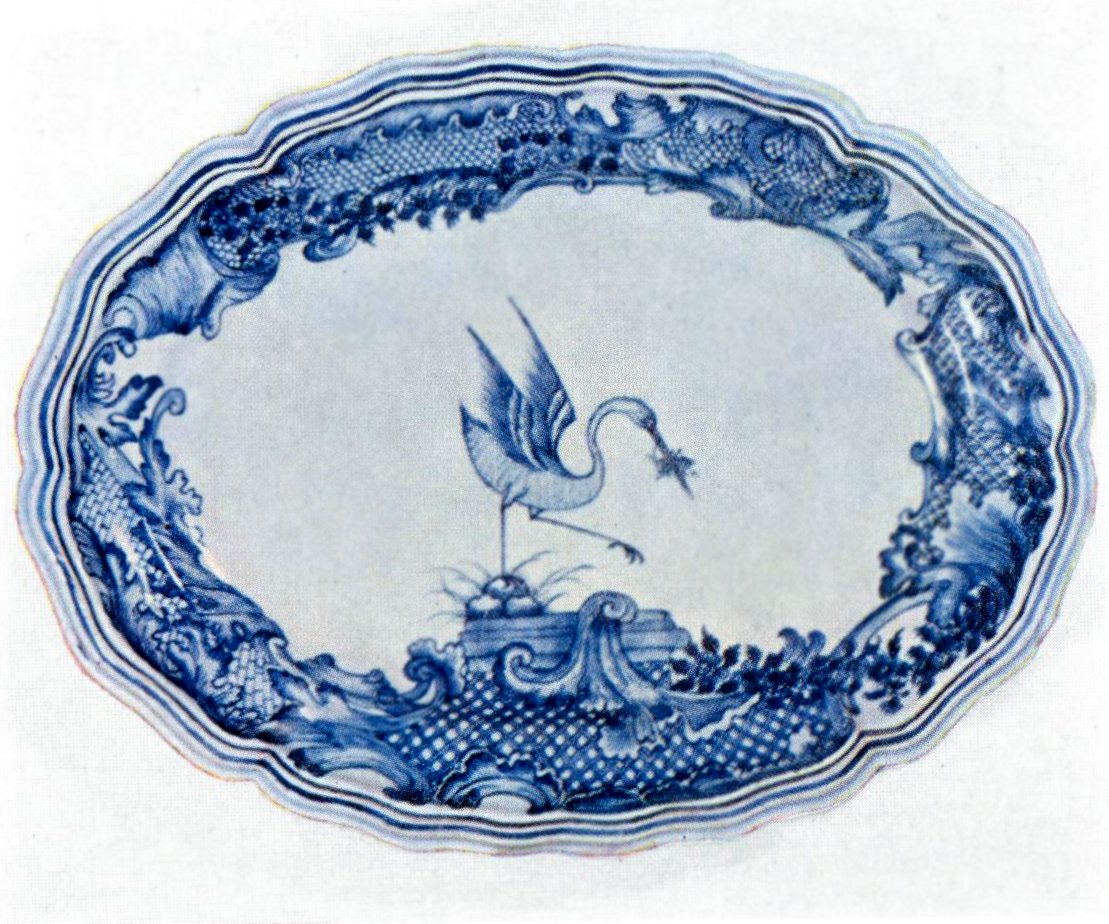
族徽瓷(Fitzhugh)中為Grill家族族徽

當商人從東方運回大量瓷器後，歐洲便瘋狂喜歡上瓷器，然而進口瓷器成本太高，於是歐洲各國開始研如何究製作瓷器，並大量生產出帶有中國風的瓷器。
首先是荷蘭，設立代尔夫特窯廠，以軟陶製作。跟在荷蘭後頭，德國也開始研究如何製造瓷器，並在1708年製出了真正的「硬瓷」。在1710年時，德國即在首都德累斯顿設立皇家瓷窯，隨後遷到邁森地區，生產出許多中國風的瓷器向全歐洲銷售。例如「青花洋蔥瓷器系列」(blue and white onion series)可媲美景德鎮的瓷器。白底藍紋，花草圖紋帶著中國韻味，又自成一家。還有「紅龍」(Red dragon series)瓷器，模仿中國的龍鳳祥圖，但其一對鳳鳥，短喙圓身，雖沒中國的鳳鳥華麗，卻顯得輕巧可愛，別有一番趣味。
而法國，則在路易十四時，設立塞夫尔国家制造厂，早期法國瓷器上的圖案較情境化且寫實，有人物、背景和各種中國元素；然而發展成熟後，漸漸趨向圖像化，尤其是植物圖騰，運用中國的繪畫技巧，展現線條的風采。此外貴族也會向中國訂製瓷器，將家族徽章繪在瓷器上，流行了一陣子的「族徽瓷」(Fitzhugh)。
中國風的瓷器餐盤上常出現的圖繪中有涼亭、曲橋及柳樹，盤緣常均分成數格(大部分是四格)，其內有橫式的中國山水。

### 壁紙
事實上中國風較少用於大型的藝術繪畫中，反而是更多的運用於裝飾性的鑲嵌畫、地毯、壁畫。不過這些物品與繪畫仍然有密切的關係，因為前者經常是經由畫家打稿，再將圖案印上去。
壁紙最常看到的設計是，以一棵或兩棵樹為主，細細長長的從底部廠到頂端，其枝幹婀娜彎曲與細碎的葉子及花朵占滿整個構圖，幾隻小鳥點綴其中，整體看來既輕靈又帶了些華美。而「樹」這個意象取自於東方神話中的神木，樹根、樹木、樹枝的連接代表了陰間、人間、天堂的相連。
1700-1730年間，歐洲產生具有強烈中國風的「古怪絲綢」(bizarre silk)，這是將異國情趣的畫版印在軟麻布家具上。而其中中國風的設計以于埃(Christophe Huet, 1694-1759)和皮耶芒(Jean-Baptiste Pillement, 1728-1808)最為出名。在法國巴黎的尚蒂伊城堡有于埃1735繪製的六幅一系列室內裝飾壁板猴戲圖。而皮耶芒的對中國的想象中，是一個夢幻、美麗而和平的國家，也因此他的畫中常有各種異國的植物、花朵，物品。

### 建築

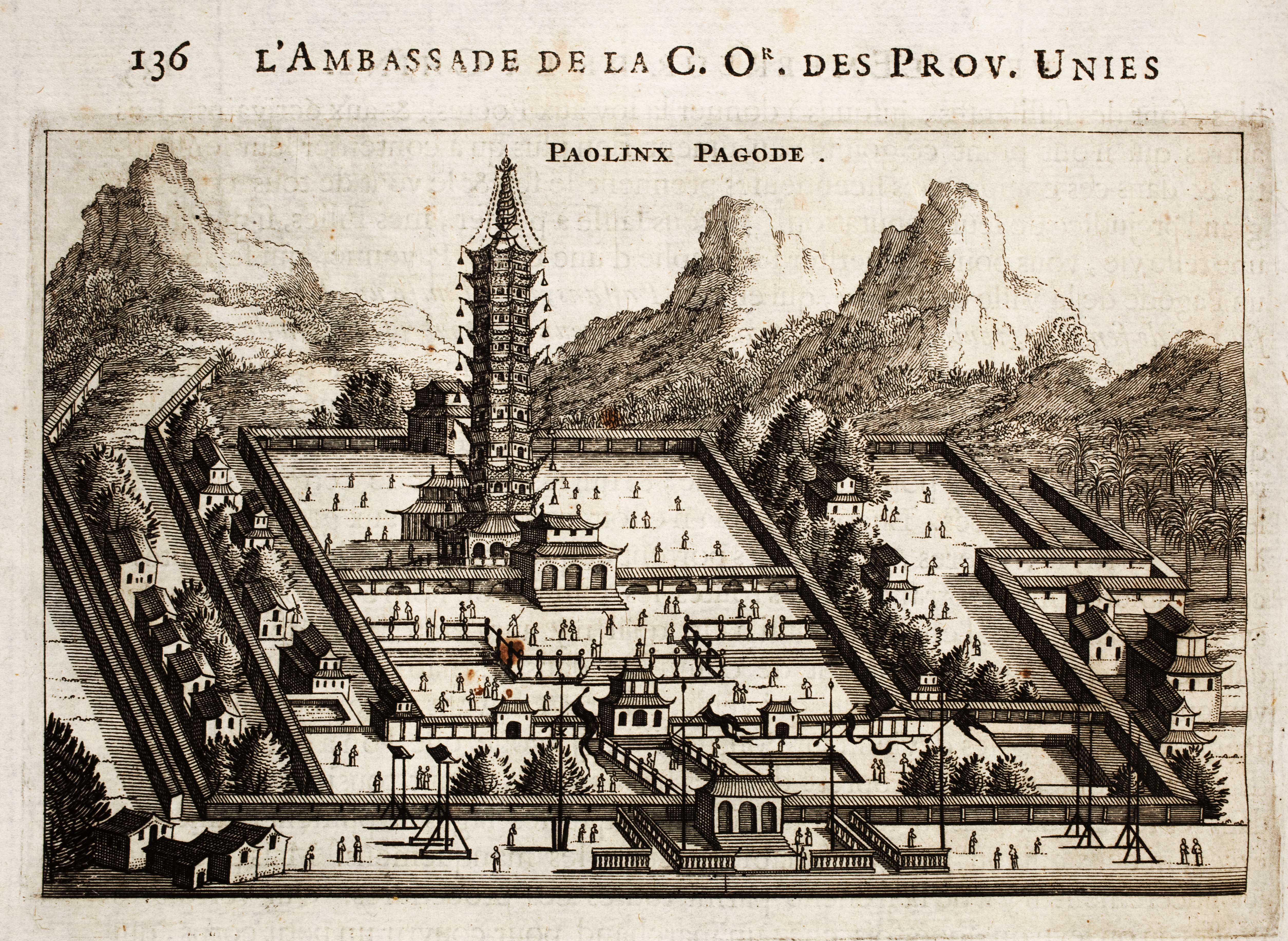
约翰·纽霍夫1665年所繪的南京瓷塔
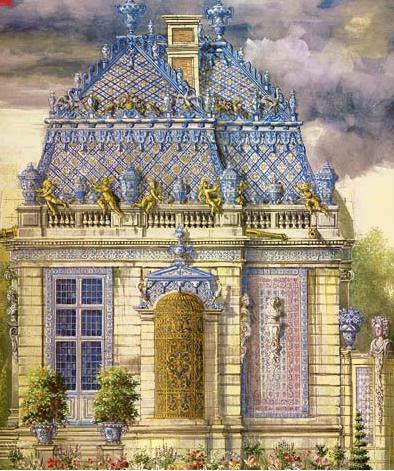
法國凡爾賽宮特里亞農瓷宮（法语：Trianon de porcelaine）1670路易十四為蒙特斯龐侯爵夫人所建
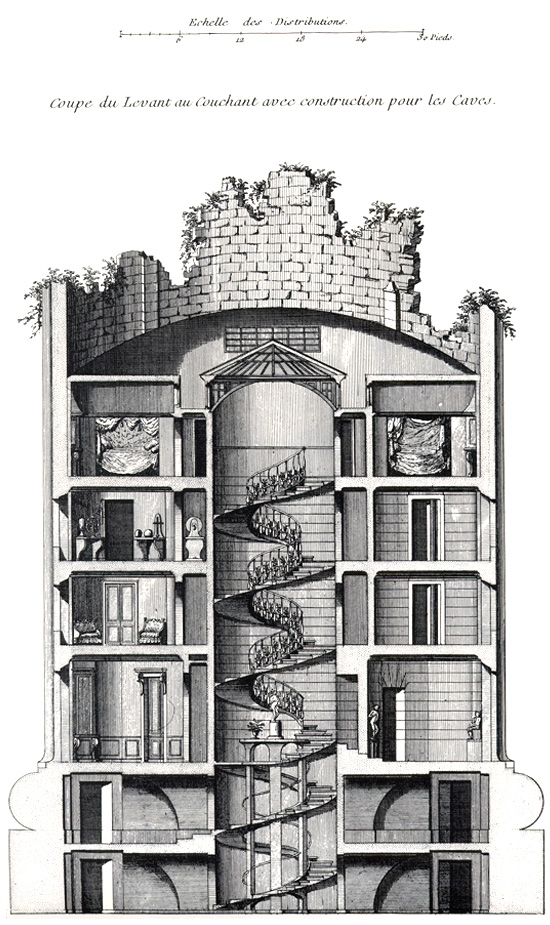
Georges-Louis Le Rouge（法语：Georges-Louis Le Rouge）所繪《英中庭院》（Jardins Anglo-Chinois）之尚特盧之塔
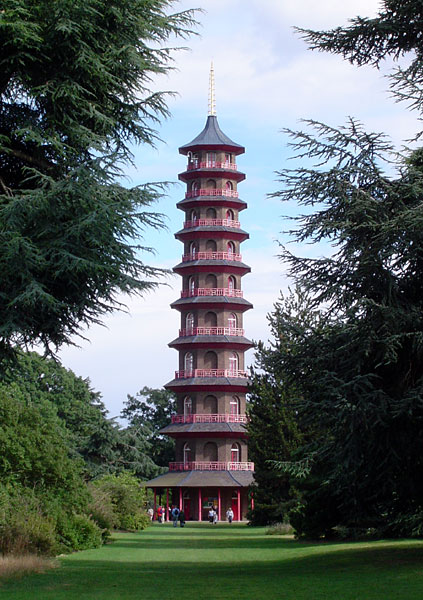
18世纪时苏格兰建筑师威廉·钱伯斯设计和建造的英国伦敦丘园中国式塔
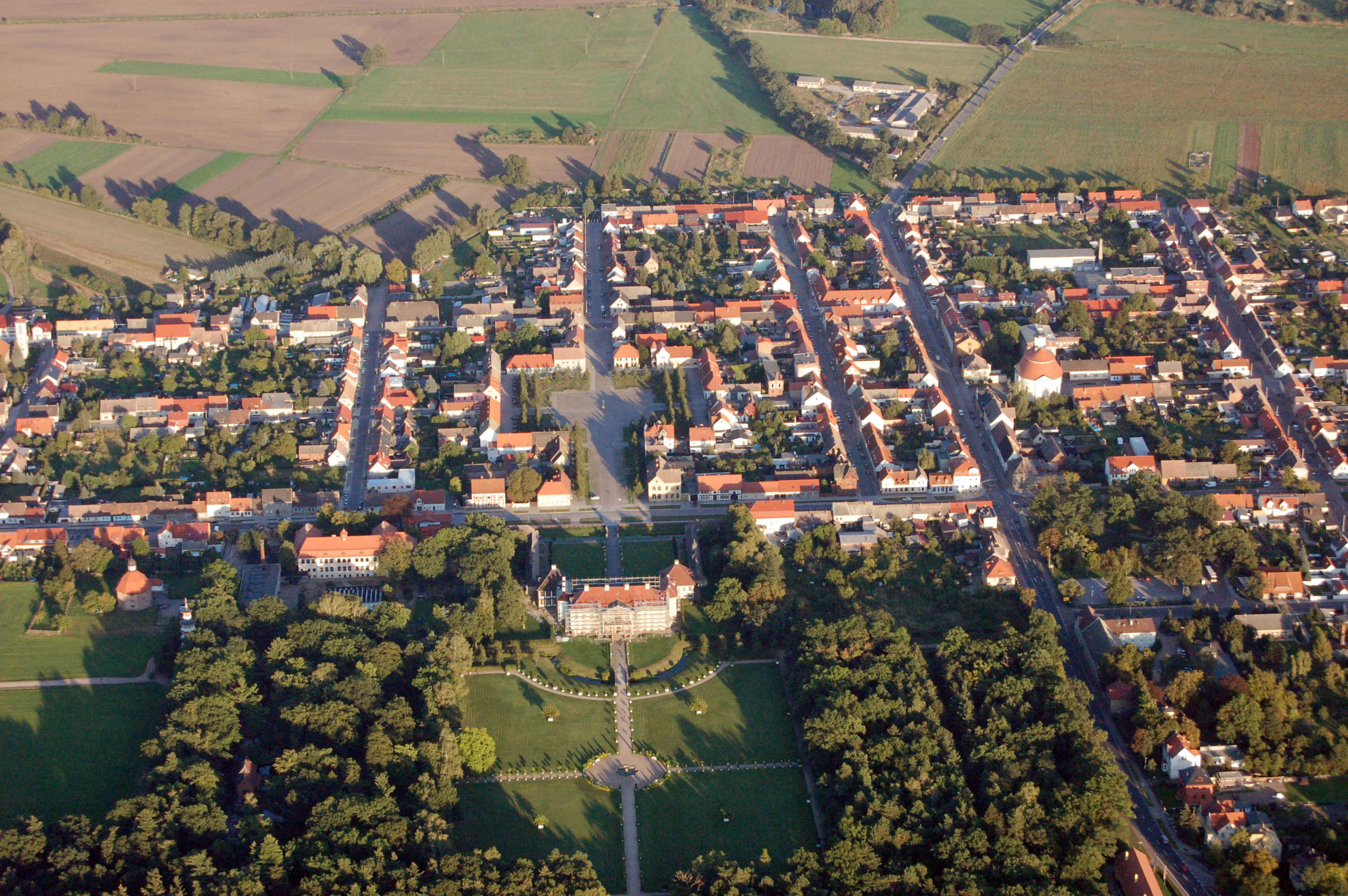
奥拉宁鲍姆中國園林 (Chinesischer Garten von Oranienbaum)乃參考中國園林圖像所建
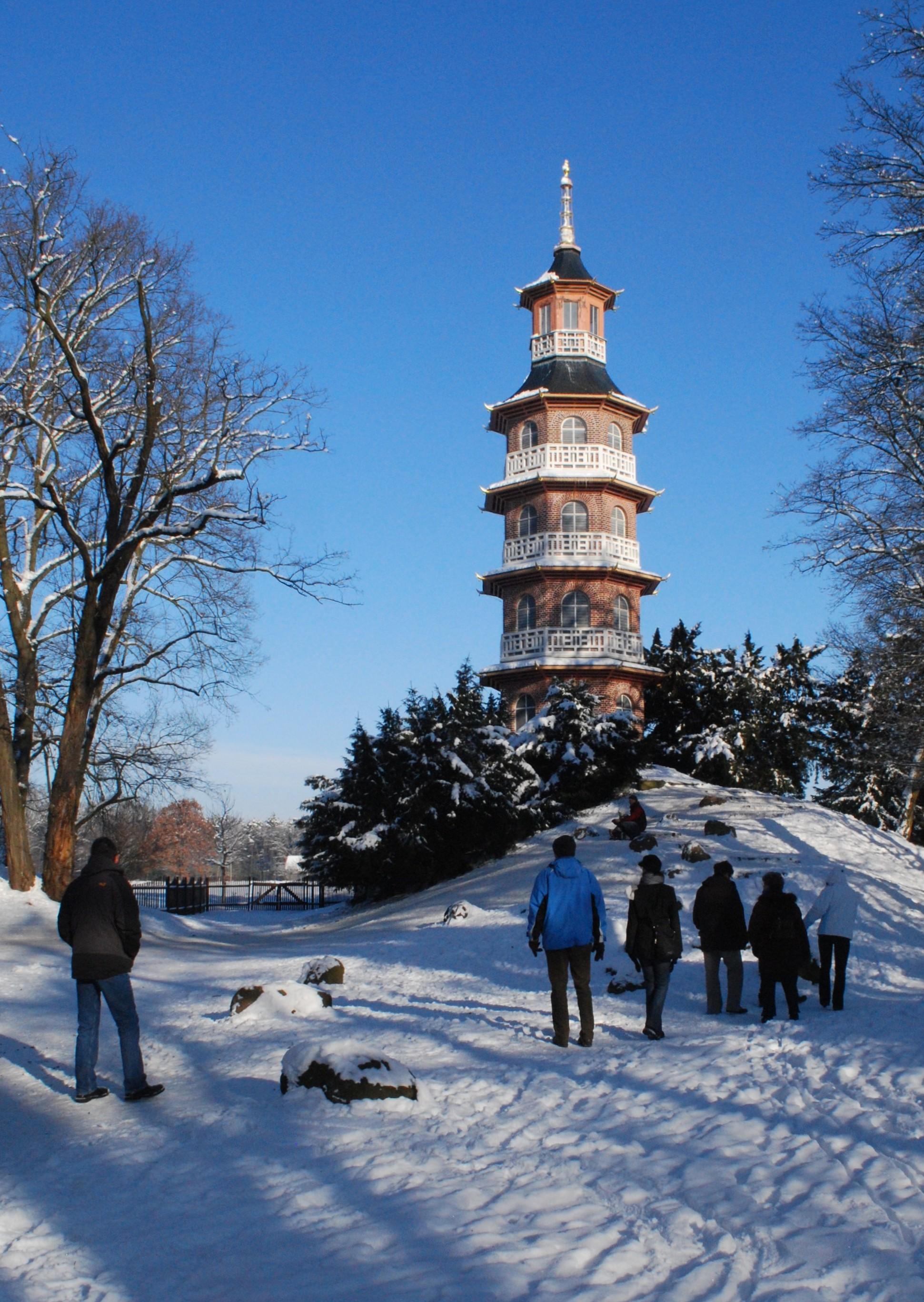
奧拉寧鮑姆中國園林 (Chinesischer Garten von Oranienbaum)參考中國園林圖像所建之塔
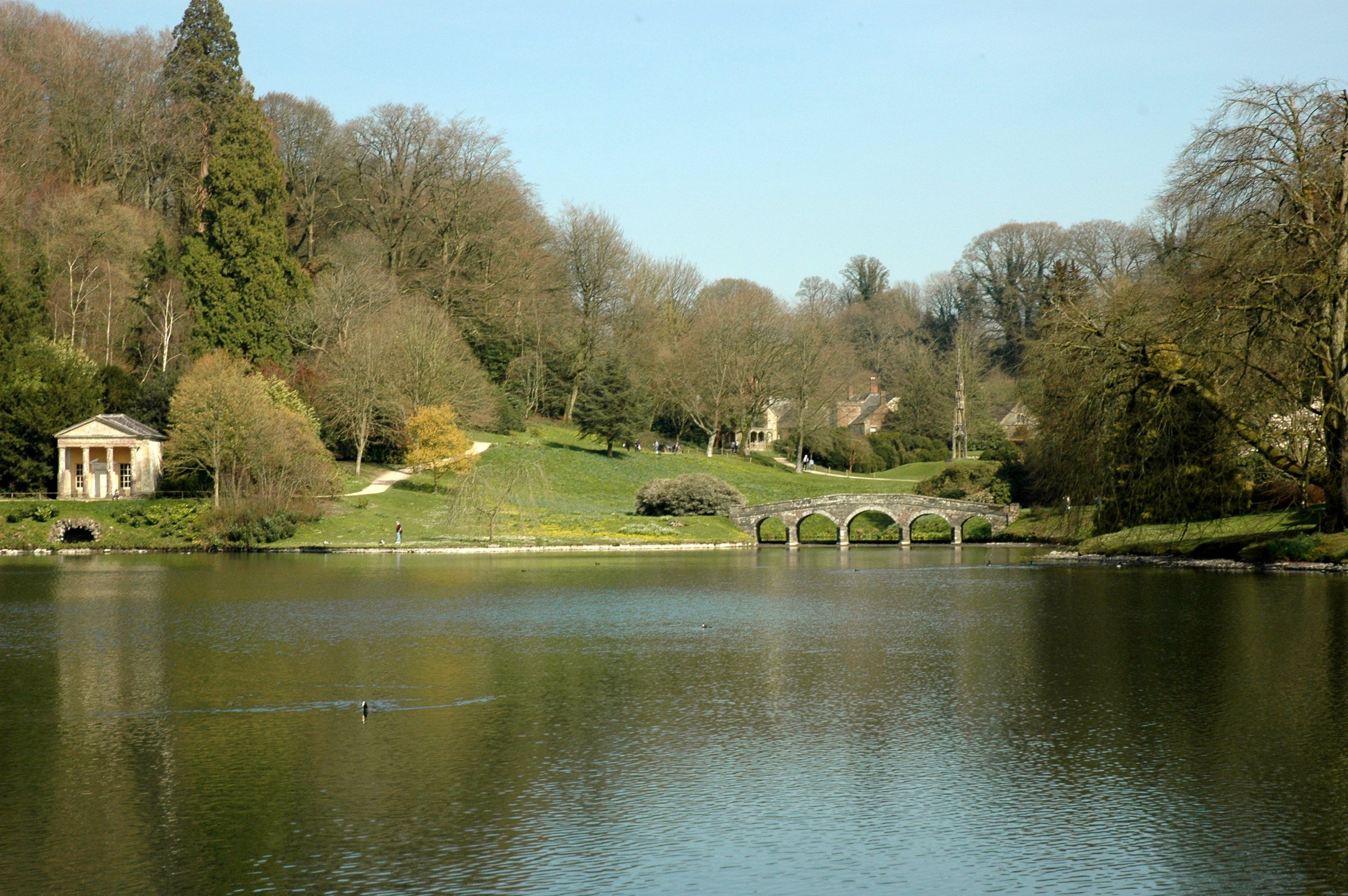
瑞典建築師派帕(Fredrik Magnus Piper)設計的斯托海德園林
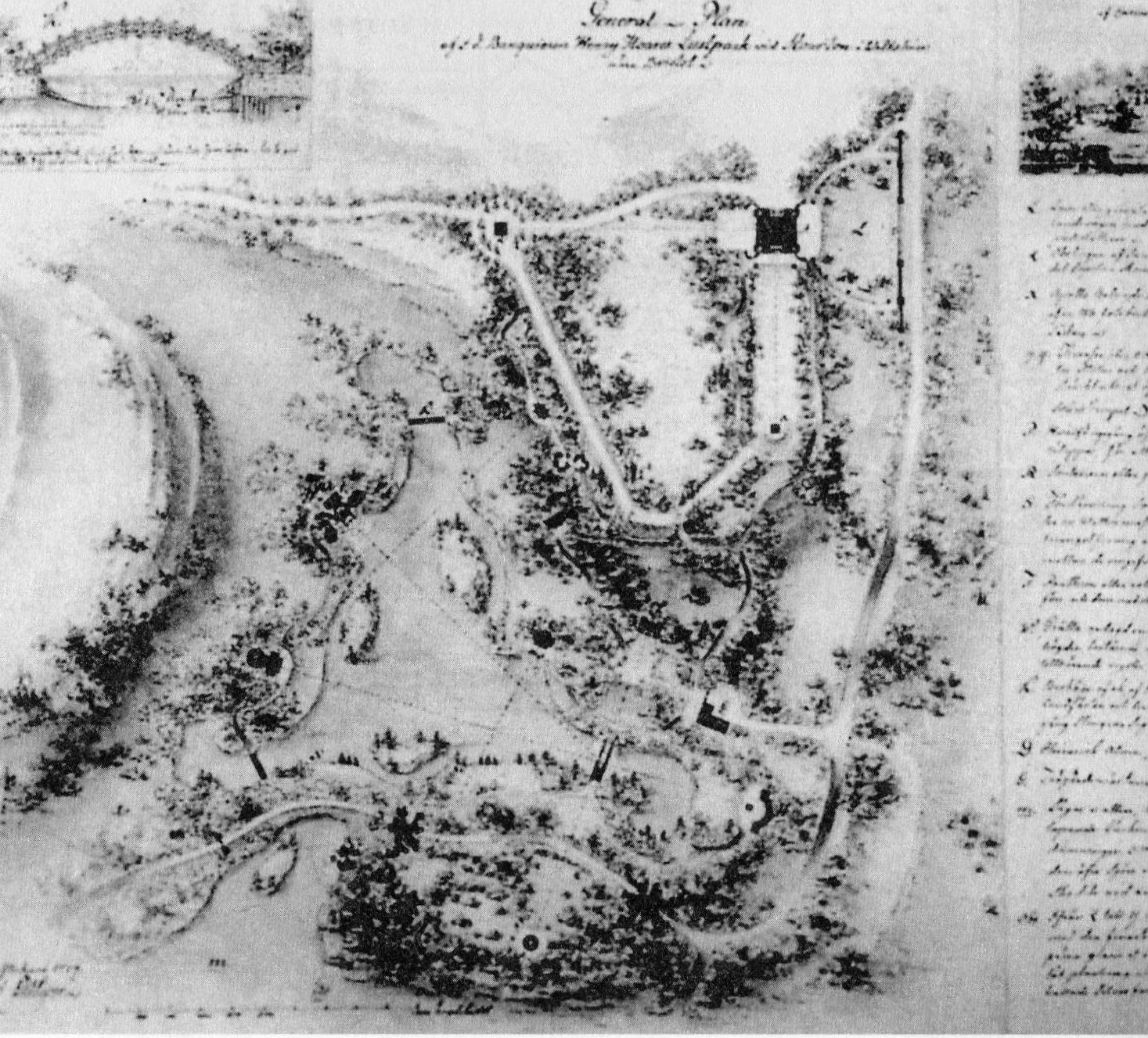
瑞典建築師派帕(Fredrik Magnus Piper)設計的斯托海德園林規劃圖

歐洲對中國建築方面的認識可以追溯至13世紀的《馬可·波羅遊記》，書中描述了中國的宮殿金碧輝煌，而17世紀初利瑪竇《基督教遠征中國史》也描述了南京的宮殿寶塔橋樑，給予歐洲人明朝都國的華麗想像。大約半個世紀後，荷蘭人紐霍夫在《荷蘭東印度公司使團晉見中國韃靼皇帝》中詳細描寫了中國建築，對歐洲人影響深遠，其中最著名的插圖是南京瓷塔，此後歐洲的中國塔幾乎都是以它為原型再演繹。
歐洲首個中國風建築是法國凡爾賽宮的特里亞農瓷宮，是1670年路易十四在為取悅其情人蒙特斯庞夫人而建造的。這座建築非常明顯是巴洛克風格，例如山形牆和立柱，但採用圓形基面設計，當時被認為是「中國樣式」的建築，具有青花彩釉瓷裝飾的欄杆、屋脊和簷口。
關於法國亭台樓閣受到的中國風影響，亦可追溯到法國設計師乔治-路易·勒鲁热，他留給後人洛可可風結合18世紀中國風的銅版畫，共有21卷，集結成《英中庭院》(Jardins Anglo-Chinois)一書。其中一幅插畫描繪了尚特盧之塔(The Pagoda of Chanteloup)，其為當時最高的中國風建築，由勒加穆(Le Camus)設計，建於1775至1778年間。
而路易十五为情人龐畢度夫人(Madame de Pompadour)修建的香姆城堡(Chateau de Champs)，由于埃(Christopher Huet)在1758年設計的。其大客廳除了典型的法國風格，也有中國裝飾風格，例如擺放著中國的瓷器，壁爐價和牆上也陳列著中國題材的圖畫，家具覆蓋著東方的絲綢，地上鋪著遠東來的地毯。同樣需注意的是，這種洛可可風格的室內裝飾同樣參雜了法國藝術家的個人想像，混合使用了中國之外的東方各國的裝飾藝術。
18世紀初，一位英國的建築師威廉·錢伯斯在他所著的《東方造園論》（A Dissertation on Oriental Gardening, 1772）中指出，所謂的「東方」就是指「中國」。錢伯斯早年至少到過廣州兩次，後來發表了一部大力宣傳中國風的著作《中國建築、家具、服裝、機器和器皿的設計》。錢伯斯是國王的建築師，又才華橫溢，他改變了歐洲人對待中國建築的態度：從嬉戲式的想像到嚴肅而自由的模仿。
1763年，錢伯斯在倫敦邱園中修建了本來就有的中國寶塔、孔子閣，還有一個在圓形池塘中間的、很像中國文人學者讀書的涼亭的中國亭。寶塔明顯是以紐霍夫的南京瓷塔為原型的，八邊形，共十層。塔的每個簷角上有龍形裝飾，但今已不復存在。之後影響亦可見於德國在慕尼黑的英國花園中建造的中國塔。
十八世紀中國風潮很快在日耳曼地區各大小公侯國的宮廷中發展與傳播開來，日耳曼地區園林受到了中國風的自然風景圖像、山水園林圖像的啟發，進而採取不規則平面佈局，順應自然理念，興建園林。以德國沃里茲園林群 (Wörlitz Garten) 及其下的奧拉寧鮑姆中國園林 (Chinesischer Garten von Oranienbaum) 為代表例子: 沃里茲園林群位於德紹，為十八世紀德國東部安哈特-德紹 侯王法蘭茲下令建造，參考了中國園林圖像，以反對傳統的強烈中軸線、鳥瞰視覺效果的巴洛克式庭園，轉而以亂中有序、自然的美感理念建造園林。安哈特─德紹親王透過中國元素的吸收，彰顯自身的開明形象與啟蒙政策，而安哈特-德紹公國 也因此成為當時德意志境內的「模範國」。除此之外，中國元素的建築在奧地利維也納也有美泉宮。日耳曼地區很多宮殿中有很多具備中國風室內裝潢的廳殿，德紹沃里兹宮殿（Das Schloss von Wörlitz）的中國廳就是最好例子，此外還有德勒斯登的皮勒尼兹宮殿（das Schloss Pillnitz）建築、波兹坦無愁苑（Sanssouci）的中國龍亭（Das Drachenhaus）、中國茶亭（Das Chinesische Haus）及德紹奧拉寧鮑姆中國園林（Chinesischer Garten von Oranienbaum）內的中國塔樓（Die Pagode）、中國茶館（Das Teehaus），或慕尼黑市區內英國花園（Der Englische Garten）的中國樓塔（Der Chinesische Turm）等等都是很好的例子。
另一個例子是錢伯斯爵士的好友，瑞典建築師派帕(Fredrik Magnus Piper)設計的斯托海德園林規劃圖，可看出圓明園的布局模式，有曲折的水流和人工島嶼，小山丘上有亭台樓閣，彎曲的山路點綴著小橋、岩洞、假山。他還製作了中國圓明園的木刻版畫摹本，將它帶回斯德哥爾摩。

### 繪畫

華鐸(多)《駛向西堤島》(Pèlerinage à l'île de Cythère)
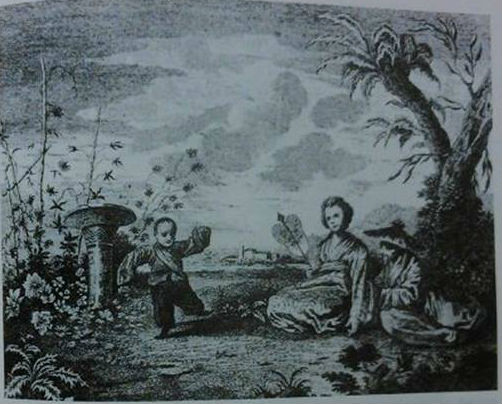
華鐸(多)《中國花園》，今藏於英國牛津大學阿須摩林博物館。
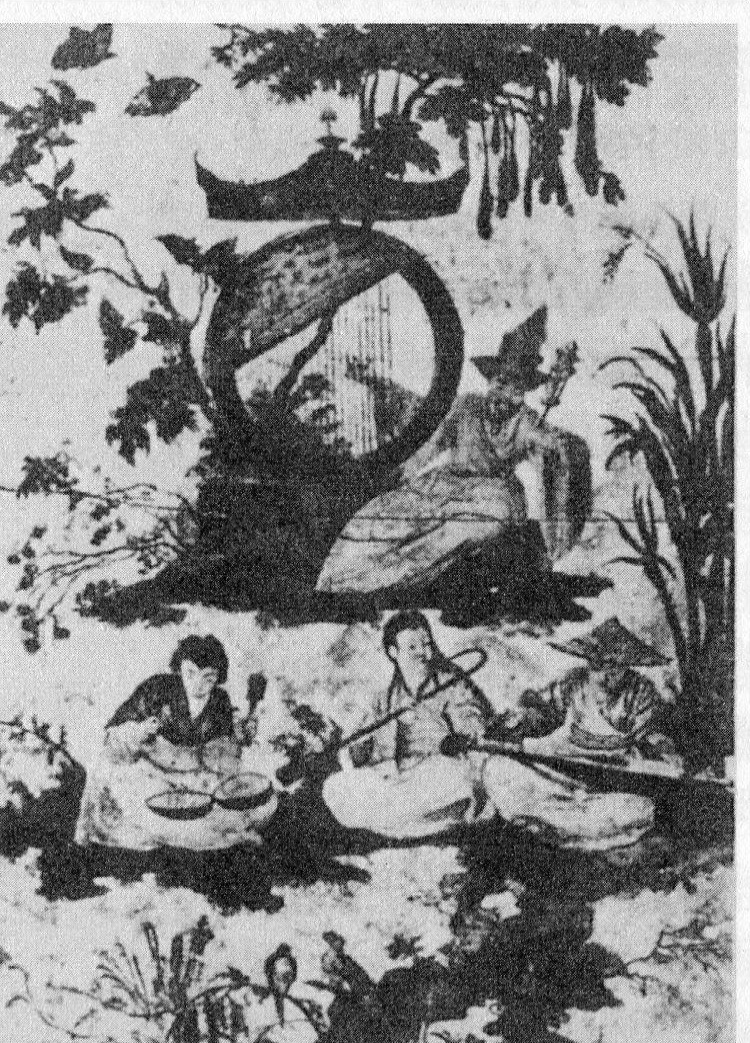
華鐸(多) 《中國系列》之一，由巴黎 貝莎索‧德‧華格納(Besançon de Wagner)收藏。
布雪(《中國庭園》現藏於法國貝桑松藝術與考古學博物館(Musée des Beaux-Arts et d'archéologie de Besançon)

德國天主教學者阿塔納斯·珂雪曾訪問羅馬，震懾於當時豐富的東方藏品，後於1667年出版《中國圖說》，以中國繪畫和木板印刷為藍本創作銅板畫插圖，成為後代對中國意象描繪的範本。
白晉神父在1700年為路易十四帶回康熙贈送的繪畫、屏風、瓷器及畫論相關書籍，可說是開啟18世紀法國的中國熱的序幕。他在巴黎出版《中國現狀圖像》圖冊彙編和插圖本《康熙皇帝》，而禮物一部分被收藏在凡爾賽宮，一部分在南特拍賣，拍賣相當成功，於是法國又在1703年舉辦一次類似的活動。
法國畫家之中，布萊恩(Jean Brian)、馬哥特(Daniel Margot)、奇羅特(Claude Gillot)和華鐸(多)等人收藏了大量的東方繪畫，例如畫家華鐸留給好友的大量中國繪畫和圖書，1633年出版的《十竹齋書畫譜》亦被運到法國，今收藏於法國國家圖書館。
他們也較早發覺中國藝術的美學特質，而嘗試應用於繪畫作品中。例如華鐸的《中國和韃靼的人物畫》系列畫，這系列是專為王室狩獵行宮繆埃特城堡(Chateau de la Muette)繪製，該城堡和其中的許多繪畫都已毀損，如今剩其他畫家從原圖翻製的版畫，其中一幅《中國花園》(今藏於英國牛津大學阿須摩林博物館)，有一對夫婦和一個孩子在花園中玩耍，圖中男子的長袍和斗笠都是中國式的，孩子的服裝也有中國特色，人物的輪廓和背景是想像出來的，未能掌握中國繪畫獨有的味道和意境。另外一件作品《中國系列》之一，繪於1708年，由巴黎貝莎索‧德‧華格納(Besançon de Wagner)收藏，是一架老式鋼琴的蓋板上的油畫，圖中的音樂家和樂器是對中國的臆想，富有異國情調，而畫花鳥的風格更是具有中國韻味，可能是受到中國進口的屏風啟發。而華鐸最有名的作品是《駛向西堤島》(Pèlerinage à l'île de Cythère): 
布雪的九幅中國風畫版，例如《中國庭園》，今藏於法國的貝桑松藝術與考古學博物館(Musée des Beaux-Arts et d'archéologie de Besançon)，人物形象與景物充滿想像的東方特質，但人物的姿態和畫面的構圖但仍是西方的。

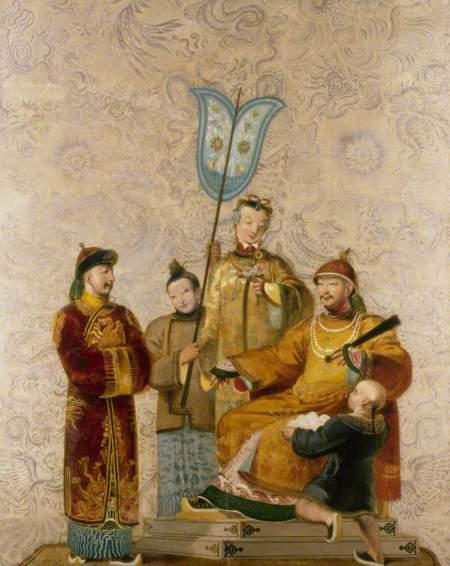
Robert Jones 於1817~1822所繪的仿中國裝飾畫。此作品是受到中國壁紙影響而創作的，存於1832年建成的英國布萊頓皇家穹頂宮。

18世紀後百科全書派的潮流之下，陸續有西方人到中國遊歷，並將見聞編纂成冊，供後人參考，文化交流沒有止息。如法國畫家及旅遊家奧古斯特伯爾熱(Auguste Borget)，於1838、1839年間遊歷中國，其作品真實描繪中國人民生活，回國後亦融入個人經歷大量創作，濃厚的異國色彩和簡單的風格有別於當代畫風，受皇室喜愛，也得到對同代及後代家、藝術家及詩人有深遠影響。
整體而言，西方所接觸的中國繪畫並非最高品質的珍寶，加上語言、文化和審美的差異，中國繪畫對歐洲的影響不如裝飾性的工藝品深刻。
中國風在歐洲持續了約莫兩個半世紀。中國風最初隨著商船、使團、教會進入歐洲,與巴洛克與洛可可的風潮交流、激盪，被19世紀上半葉古典主義浪潮逐漸吞沒，隨著人們對中國社會實情的了解越多，對中國藝術品的認知越是扭曲，遠離中國人真正的生活內涵。中國方面，耶穌會傳教士離開北京，中國宮廷內少有外國學者或外交使團，與歐洲的接觸只剩廣州和澳門的商人，隨著對華鴉片貿易的擴大，中國人對西方越來越有敵意，可見於1840年爆發的鴉片戰爭。這段期間歐洲少有中國風尚的體現，較特別的案例是1832年建成的英國南部布萊頓的皇家穹頂宮內有仿中國的裝飾畫，可源於1802年攝政王收到中國的壁紙的影響而創作的。

## 现代中国风
21世纪以来中国风尚的文化和艺术开始再次流行于现代中国社会中，包括广告、电影、音乐、服饰、建筑等。例如：
- 中国风格广告是在广告创意中融入中国特色的剪纸、京剧脸谱、中国书法、写意画、门神等中国元素的广告。
- 中国风格或中国式建筑是以木结构为特色的独立的建筑艺术，采用的工艺一般为手工木艺、木雕、砖雕、石雕、彩绘等。
- 中国风格音乐是一种用宫、商、角、徵、羽这5种声调来编曲的音乐乐种。最早的现代中国风歌曲由左宏元，刘家昌和黄霑等音乐人掀起而流行。
- 中国风格服饰是在流行时尚服饰中加入中国传统服饰的设计元素。
- 中国风格动画是以中国水墨山水风格为特色而绘制的动画。
- 中国风格电影是在西方电影（如好莱坞电影）中加入有中国特色的场景或剧情，最常见的手法有中国式建筑、武术等。